# COPY (Syrup 16gのアルバム)
『COPY』（コピー）は、2001年10月5日にリリースされたSyrup 16gのインディーズ1枚目のフルアルバムである。

## 収録曲
1. She was beautiful
2. 無効の日
3. 生活
  - この歌詞を英訳した文章が、CDジャケット裏面のアートワークに用いられている。
4. 君待ち
5. デイパス
  - 元タイトルは抗不安薬のデパスである。
6. 負け犬
  - 初のPVが製作された曲。冒頭にsyrup16gとコピーで印刷される演出があるが、PV集に収録されたものでは省かれている。
7. (I can't) Change the world
8. Drawn the light
9. パッチワーク
10. 土曜日